# Ungern i olympiska vinterspelen 1984
Ungern deltog med nio deltagare vid de olympiska vinterspelen 1984 i Sarajevo. Ingen av landets deltagare erövrade någon medalj.